# John Paul Stevens
John Paul Stevens (20 de abril de 1920 — 16 de julho de 2019) foi um advogado e jurista estadunidense que atuou como juiz associado da Suprema Corte dos Estados Unidos de 1975 até sua aposentadoria voluntária em 2010. Na época de sua aposentadoria, ele era o segundo mais antigo servidor de justiça na história do tribunal. O juiz mais antigo foi Oliver Wendell Holmes, Jr., que tinha 90 anos e 309 dias quando se aposentou em 1932. Seu longo mandato o levou a escrever para o tribunal na maioria das questões da lei estadunidense, incluindo liberdades civis, pena de morte, ação do governo e propriedade intelectual. Nos casos envolvendo presidentes dos Estados Unidos, ele escreveu para a corte que eles deveriam ser responsabilizados pela lei estadunidense. Um republicano registrado quando nomeado, Stevens foi considerado como integrante da ala liberal da corte no momento de sua aposentadoria.
Stevens morreu aos 99 anos de complicações de um derrame cerebral em Fort Lauderdale, Flórida, em 16 de julho de 2019. Ele recebia cuidados paliativos e estava com suas duas filhas, Elizabeth e Susan, quando morreu. Além de suas duas filhas, Stevens deixou 9 netos e 13 bisnetos. Ele foi velado no Supremo Tribunal em 22 de julho de 2019 antes de ser enterrado no Cemitério Nacional de Arlington. O presidente Donald Trump ordenou que as bandeiras ficassem a meio-mastro como sinal de respeito na terça-feira, 23 de julho, até o pôr do sol.